# 152-mm-Kanonenhaubitze 2A36 Giazint-B
Die 2A36 Giazint-B (russisch 2А36 Гиацинт-Б, „Hyazinthe“) ist eine 152,4-mm-Kanonenhaubitze, die ab 1976 in der Sowjetunion in Dienst gestellt wurde. Im Westen wurde sie unter dem Namen M1976 bekannt, da sie erstmals 1976 beobachtet wurde. Bei der Indienststellung war die 2A36 das 152-mm-Geschütz mit der größten Einsatzreichweite.

## Entwicklung
Die Entwicklung des 2A36-Geschützes begann im November 1968 in der Konstruktionsabteilung der Maschinenbaufabrik Perm. Ziel der Entwicklung war, ein Nachfolgemodell für die 130-mm-Kanone M-46 zu entwickeln. Gegenüber dem Vorgängermodell sollte das neue Geschütz über eine gesteigerte Kadenz und eine vergrößerte Schussdistanz verfügen. Der Chefkonstrukteur Juri Kalaschnikow konzipierte das Geschütz in zwei Varianten: die gezogene Variante 2A36 Giazint-B sowie die Panzerhaubitze 2S5 Giazint-S. Die 2A36 durchlief von 1971 bis 1972 die Feldtests. Nach weiteren Anpassungen wurde die 2A36 im Jahr 1976 bei der Sowjetarmee eingeführt. Das Geschütz wurde erstmals 1985 auf der Maiparade in Moskau der Öffentlichkeit präsentiert. In den 1990er-Jahren entstanden basierend auf der 2A36 die Geschütze 2А43 Giazint-BK und 2A53 Giazint BK-1/M welche aber nicht über das Prototypenstadium herauskamen. Ende der 1990er-Jahre betrug der Preis für ein 2A36-Geschütz zwischen 500.000 und 600.000 US-Dollar.

## Varianten
- 2A36 Giazint-B: Serienversion aus dem Jahr 1976.
- 2A36M Dilemma: Version aus den 1990er-Jahren die mit einem Stromerzeugungsaggregat, Navigationsinstrument, einem Bordcomputer mit Feuerleitanlage sowie einer Mündungsgeschwindigkeit-Messanlage nachgerüstet wurden.

## Technik

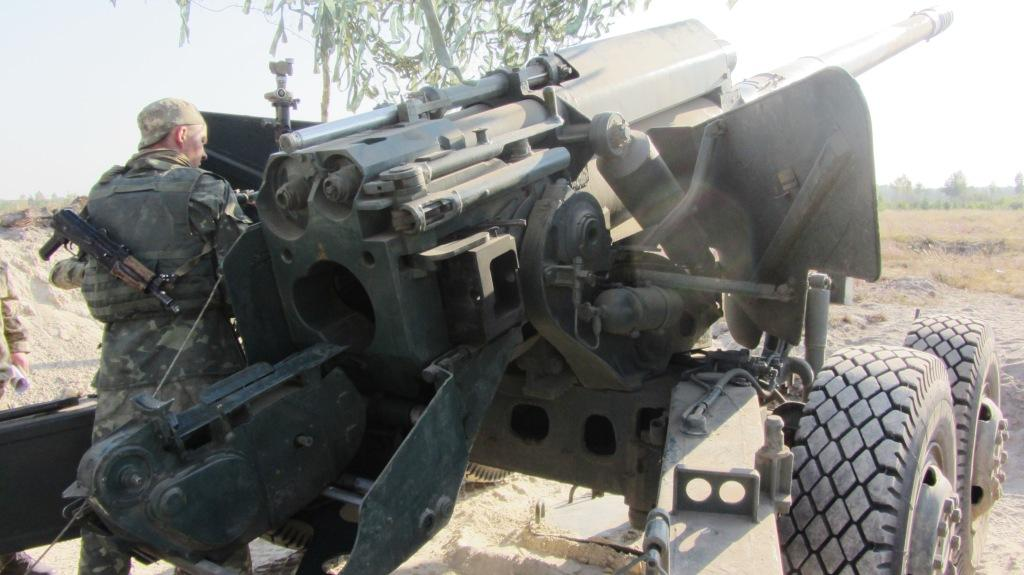
Verschluss und Ladehilfe

Die 2A36 ist eine konventionelle Feldkanone mit Kraftzugsystem und einer vierrädrigen Spreizlafette mit zwei Spreizholmen. Die beiden Starrachsen sind durch Ausgleichhebel verbunden. Das Geschütz wiegt feuerbereit 9760 kg und im gezogenen Zustand 9.800 kg. Die Länge der 2A36 variiert zwischen 12,92 m in gezogener und 12,30 m in feuerbereiter Stellung. Die Höhe beträgt 2,76 m in gezogener und 2,34 m in feuerbereiter Stellung. Die Bodenfreiheit misst 475 mm und die Breite auf der Fahrbahn beträgt 2,79 m. Zum Straßentransport können Lastkraftwagen Ural-4320, KrAZ-255, KamAZ-63501 und KrAZ-260 oder Kettenfahrzeuge AT-S, AT-T oder ATS-59 verwendet werden. Die maximal zulässige Zuggeschwindigkeit beträgt 80 km/h auf der Straße und 45 km/h im Gelände. Die 2A36 kann in einem Temperaturbereich von −50 bis +50 °C eingesetzt werden.
Die 2A36 verwendet ein Geschützrohr mit 49 Kaliberlängen (L/49) mit Zügen und am Geschütz ist ein Schussschild montiert. Bei der Rohrwiege sind am Geschützrohr zwei hydropneumatische Rohrbremsen und Rohrvorholer montiert. Daneben befindet sich die Visiereinrichtung. Für Indirektes Feuer wird die PG-1M PANTEL-Visieranlage verwendet und mit dem OP4M-90-Zielfernrohr können Ziele im Direktschuss bekämpft werden. Der Seitenrichtbereich beträgt ±25° und der Höhenrichtbereich liegt bei −2,5° bis 57°. Am Rohrende sind der halbautomatische, horizontale Keilverschluss sowie die Ladungskammer angebracht. Weiter ist dort eine halbautomatische Ladehilfe montiert. Diese verwendet einen hydraulischen Ketten-Ladestock (Ketten-Stampfer bzw. Förderstempel). Die Ladehilfe führt das Geschoss aus einer Ladeschale zu und setzt sie im Rohr an. Danach wird die Treibladungskartusche geladen und zugeführt. Die Ladehilfe wird durch einen Hydraulikspeicher angetrieben, der beim Rohrrücklauf der Waffe aufgeladen wird.
Um das Geschütz feuer- oder fahrbereit zu machen, benötigt die 8-köpfige Bedienmannschaft rund vier Minuten. Beim Schießen sind die Haupträder angehoben und die 2A36 stützt sich vorn auf eine von der Unterlafette abgesenkte Schießplattform. Am Ende der Holme sind zwei Erdsporne angebracht, welche die Rückstoßkraft in das Erdreich ableiten. Zusätzlich wird der Rückstoß durch eine Mehrkammer-Mündungsbremse gemindert. Der Rohrrücklauf beträgt in der oberen Winkelgruppe 730 mm und in der unteren Winkelgruppe 950 mm.
Kurzzeitig ist mit der 2A36 eine Schussfolge von 6 Schuss pro Minute möglich. Somit kann eine Batterie mit sechs Geschützen innerhalb einer Minute rund 1,5 Tonnen Munition ins Ziel bringen. Für anhaltendes Feuer ist eine Schussfolge 2–4 Schuss pro Minute möglich.

## Munition

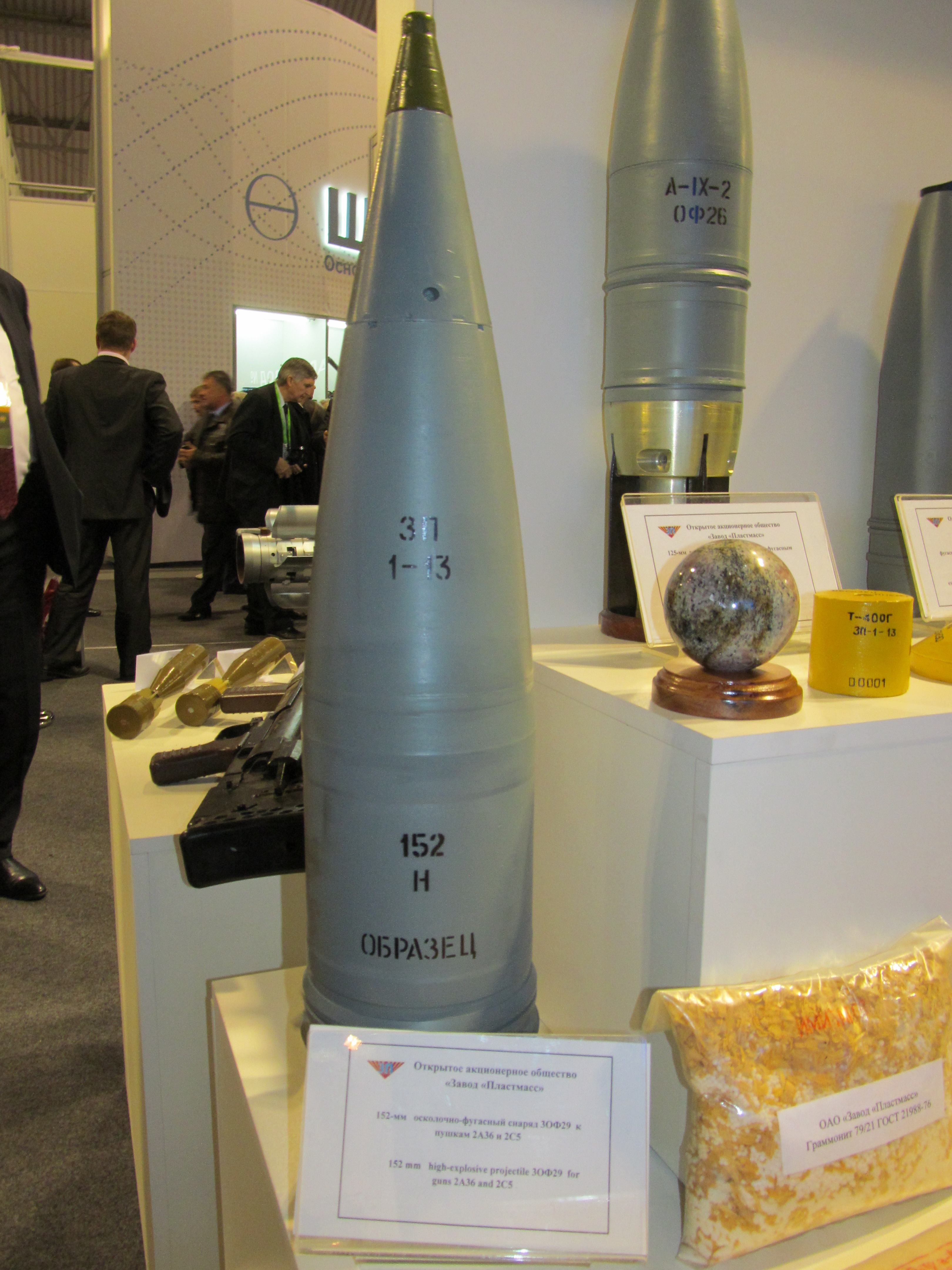
3OF29-Sprenggranate

Die 2A36 verwendet eigene Munition, welche nicht mit anderen 152-mm-Geschützen kompatibel ist. Zur Anwendung kommt halbgetrennte Munition mit Kartuschen aus Messing. Die Kartuschen werden vor dem Ladevorgang mit Treibladungsbeuteln (Zonenladungen) vom Typ 4Zh47 oder 4Zh48 bestückt. Beim Ladevorgang wird die beladene Kartusche auf das Geschoss aufgesteckt. Nach der Schussabgabe wird die leere Kartusche automatisch ausgeworfen und kann neu beladen werden. Mit der 2A36 wird die folgende Munition verwendet:
| Kompletter Schuss | Geschoss         | Geschosstyp                          | Gewicht   | Füllung              | {\displaystyle v_{0}} | Schussdistanz |
| ----------------- | ---------------- | ------------------------------------ | --------- | -------------------- | --------------------- | ------------- |
| 3WOF39/40         | 3OF29            | Sprenggranate                        | 45,7 kg   | 6,4 kg A-IX-2        | 945 m/s               | 28,5 km       |
| 3WOF41            | 3OF30            | Sprenggranate mit Raketenantrieb     | 44,8 kg   | 4,9 kg A-IX-2        | unbekannt             | 33,1 km       |
| 3WOF86/87         | 3OF59            | Sprenggranate mit Hohlboden          | 43,8 kg   | 7,8 kg A-IX-2        | 945 m/s               | 30,5 km       |
| unbekannt         | 3OF60            | Sprenggranate mit Base-Bleed         | unbekannt | A-IX-2               | unbekannt             | 37 km         |
| 3WOF63            | 3OF38 Centimeter | Präzisionsgelenkte Artilleriegranate | 49,5 kg   | 8,5 kg TNT           | unbekannt             | 18 km         |
| 3WOF64            | 3OF39 Krasnopol  | Präzisionsgelenkte Artilleriegranate | 50,8 kg   | 6,4 kg Composition B | unbekannt             | 25 km         |

Während des Kalten Kriegs standen für die 2A36 auch Geschosse mit den Chemischen Kampfstoffen Sarin und VX sowie Geschosse mit Nukleargefechtsköpfen bereit. Weiter wird von einer weiteren Sprenggranate mit Raketenantrieb berichtet, mit welcher 40 km erreicht werden sollen.

## Gefechtsgliederung
Die 2A36 kam innerhalb der Sowjetarmee in den Artilleriebrigaden auf Armeeebene bzw. auf Stufe Front zum Einsatz. Eine solche Artilleriebrigade bestand aus 2–3 Artillerieabteilungen mit insgesamt 36–48 2A36-Geschützen. Innerhalb des Russischen Heeres kommt die 2A36 wegen ihrer großen Schussdistanz in den Artillerieabteilungen auf Regiments- und Brigadeebene bzw. auf Stufe Front zum Einsatz. Daneben findet sie auch bei der Küstenverteidigung Verwendung.

## Nutzerstaaten
- Armenien – 26
- Aserbaidschan – 49
- Belarus – 50

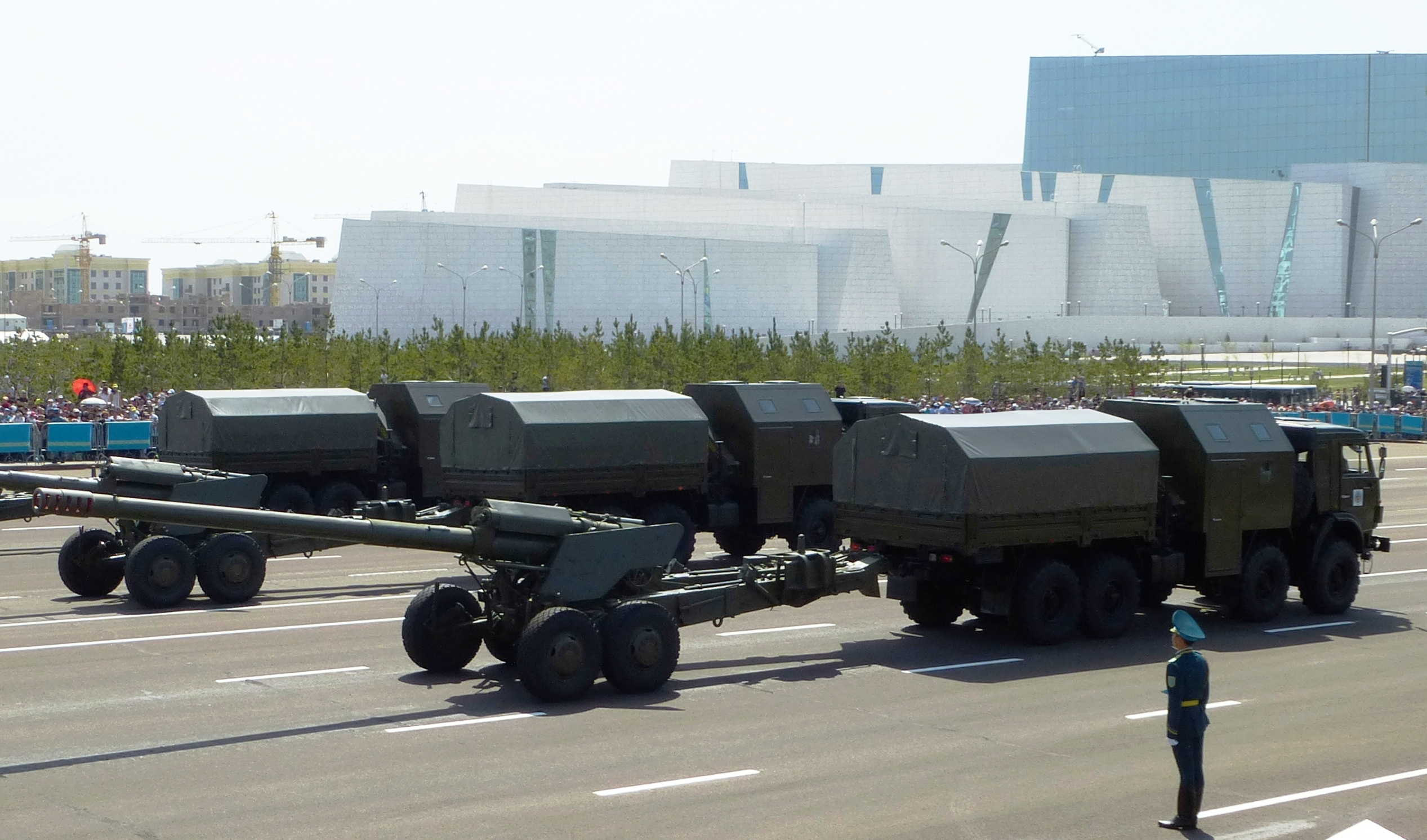
Kasachische 2А36 mit Zugfahrzeug Kamaz-63501 bei einer Parade

- Finnland – 24 (lokale Bezeichnung 152 K 89)
- Georgien – 3
- Irak – 180
- Kasachstan – 180
- Kirgisistan – unbekannte Anzahl aus russischen Beständen
- Libanon – 6
- Moldau – 21 (aus russischen Beständen)
- Russland – 1.100
- Tadschikistan – unbekannte Anzahl aus russischen Beständen
- Turkmenistan – 6 (aus russischen Beständen)
- Ukraine – 287
- Usbekistan – 140

Quellen: